# Discestra salicorniae
Discestra salicorniae là một loài bướm đêm trong họ Noctuidae.